# Bartolomé González y Serrano

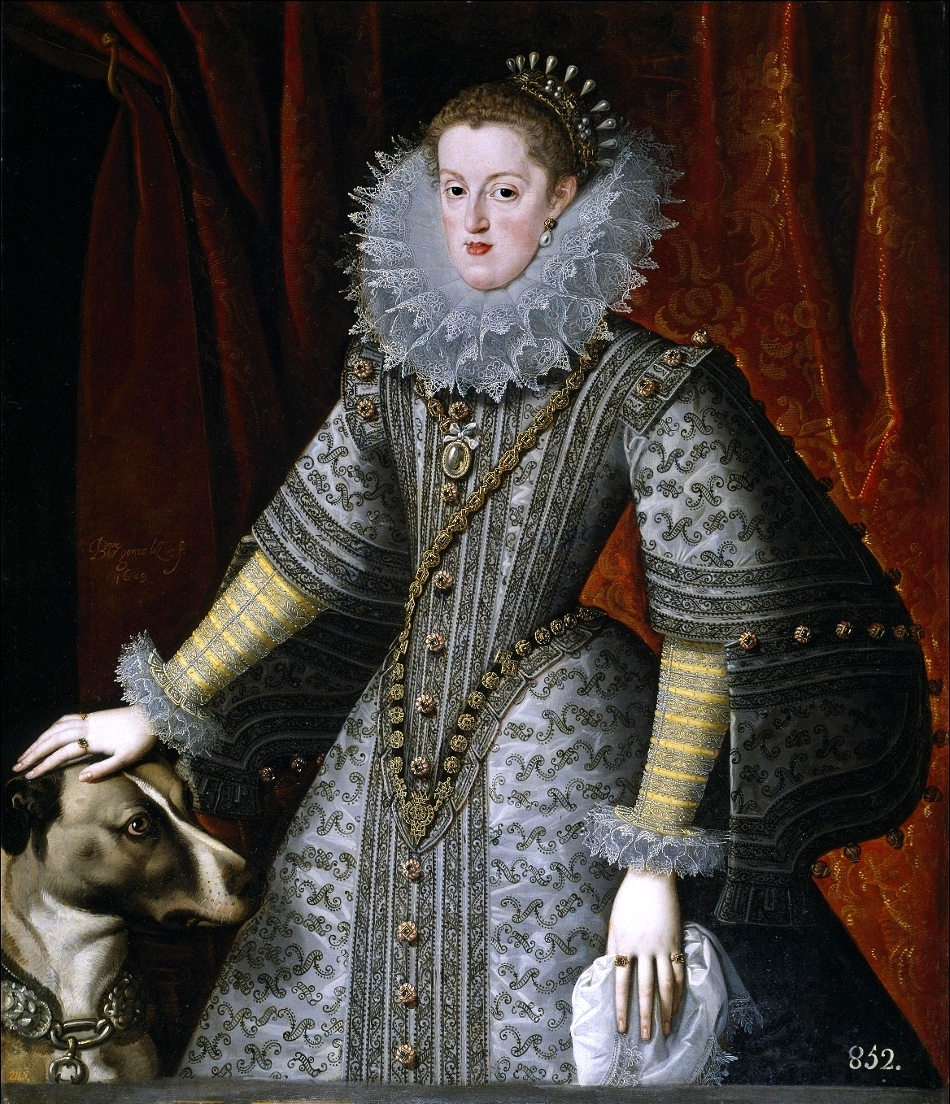
Margareta de Austria, regina Spaniei de Bartolomé González y Serrano, Muzeul Prado, 1609

Bartolomé González y Serrano (n. 1564, Valladolid, Coroana Castiliei – d. 1627, Madrid, Madrid⁠(d), Spania) a fost un pictor spaniol baroc specializat în portrete care reprezintă o continuare a tipurilor de portrete de curte renascentiste practicate de Alonso Sánchez Coello⁠(d) și în special de Juan Pantoja de la Cruz.

## Biografie
González s-a născut la Valladolid și a studiat cu Patricio Caxés⁠(d) și Juan Pantoja de la Cruz. S-a mutat la Madrid, unde este atestat documentar din 1607, concentrându-se pe executarea de portrete pentru Curtea Regală alături de Rodrigo de Villandrando și Andrés López Polanco⁠(d). Din 1617 a fost pictor al regelui Filip al III-lea al Spaniei, ocupând locul lăsat vacant de Fabrizio Castello⁠(d).
Opera sa a fost dedicată aproape exclusiv realizării de portrete ale familiei regale și a fost compusă de la diferite curți europene, sub conducerea lui Juan Pantoja de la Cruz. González s-a concentrat pe broderiile minuțios detaliate, pe bijuterii și pe alte piese decorative, lăsând fețele, tratate cu tehnica clarobscurului, ca fiind rigide și lipsite de expresie.
Până la moartea lui Filip al III-lea, el a pictat nouăzeci și unu de portrete ale familiei regale. Multe dintre ele erau copii ale altor lucrări. De asemenea, a pictat câteva lucrări cu tematică religioasă precum San Juan Bautista (Sfântul Ioan Botezătorul) (1621, Muzeul de Arte Frumoase din Budapesta) sau Odihna în timpul fugii din Egipt (1627, Muzeul Prado).
Din testamentul său, din 8 octombrie 1627, în care Felipe Diricksen⁠(d) a semnat ca martor, și inventarul bunurilor sale făcut la moartea sa, câteva zile mai târziu, știm că a pictat și naturi statice și peisaje, pe lângă numeroase copii ale unro tablouri din colecția regală, atât ale unor artiști italieni (Tițian și Rafael), cât și ale unor contemporani spanioli, printre care Pedro Orrente, Blas de Prado⁠(d) și Vincenzo Carducci⁠(d).